# Józef Giza

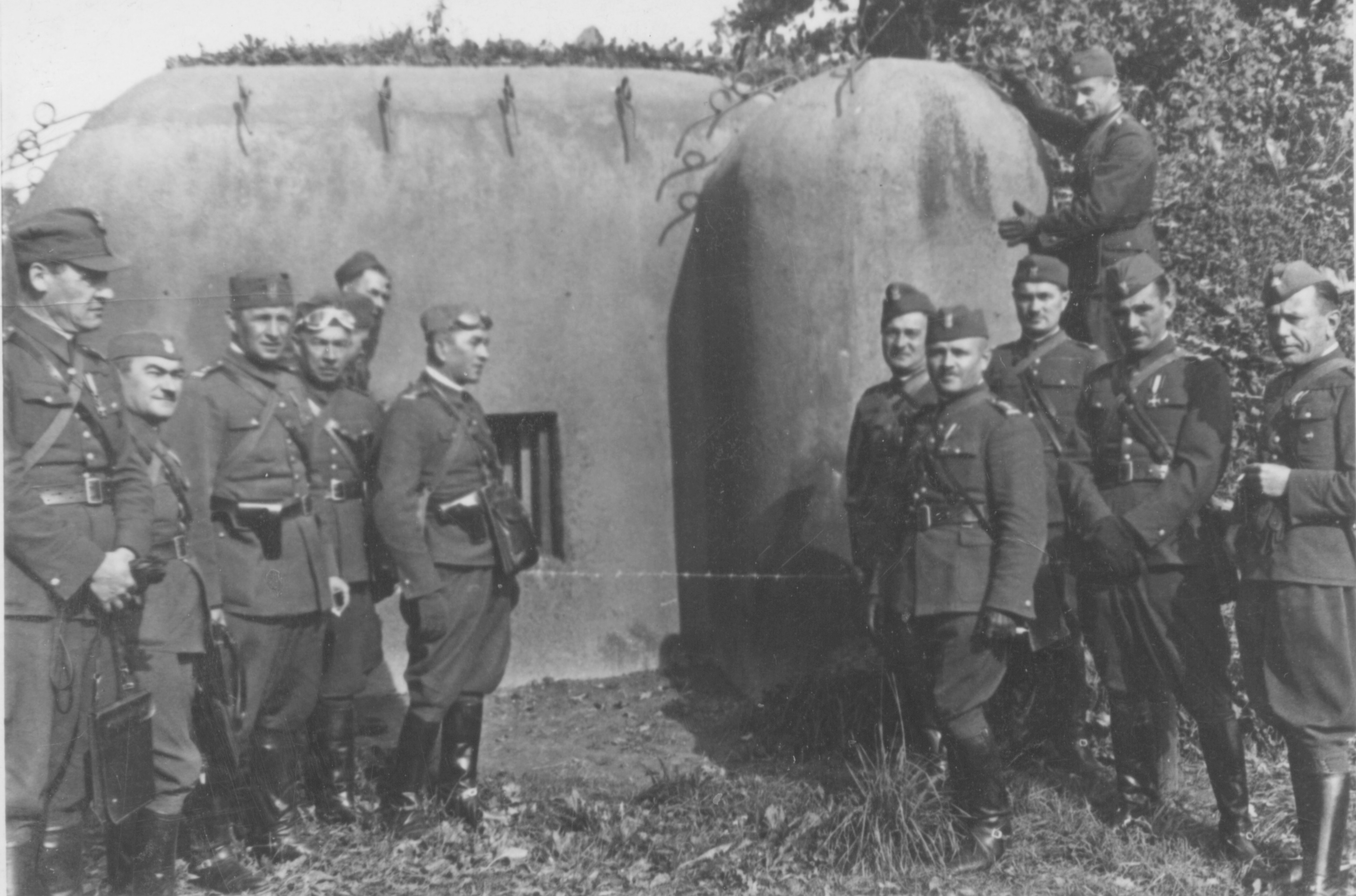
Józef Giza pierwszy z lewej w towarzystwie polskich oficerów ogląda czeski lekki schron po zajęciu Zaolzia w 1938

Józef Giza (ur. 3 marca 1887 w Dąbrówce Polskiej, zm. 16 sierpnia 1965 w Londynie) – generał brygady Wojska Polskiego, działacz niepodległościowy, kawaler Orderu Virtuti Militari.

## Życiorys
Urodził się 3 marca 1887 w Dąbrówce Polskiej (obecnie część Nowego Sącza), w rodzinie Michała i Małgorzaty ze Szkaradków. W 1909 ukończył I Gimnazjum w Nowym Sączu. W czasie nauki należał do Polskich Drużyn Strzeleckich. Po maturze nie został przyjęty do Seminarium Diecezjalnego i do końca września 1910 pracował w cegielni w Biegonicach. W październiku 1910 został powołany do odbycia obowiązkowej służby wojskowej w cesarskiej i królewskiej Armii, w charakterze jednorocznego ochotnika. Początkowo służbę pełnił w 56 pułku piechoty w Krakowie i Wadowicach, a od 20 kwietnia 1911 w miejscowości Bijeljina, w Bośni, gdzie był dowódcą sekcji i plutonu w 16 kompanii 20 pułku piechoty, w stopniu kaprala, a następnie sierżanta podchorążego. 30 września 1911 został przeniesiony do rezerwy. Od 12 lutego 1912 pracował na stanowisku oficjała pocztowego w Urzędzie Pocztowym w Nowym Sączu. Od maja do czerwca 1913 odbywał ćwiczenia wojskowe ponownie w Bośni, od października 1912 do końca marca 1913 ukończył sześciomiesięczny kurs pocztowo-telegraficzny. Od 1912 działał w Polskich Drużynach Strzeleckich.
Po wybuchu I wojny światowej 1 sierpnia 1914 został wcielony do 15 kompanii macierzystego 20 pułku. 4 lutego 1915 awansowany na stopień kadeta rezerwy ze starszeństwem z 4 sierpnia 1914 i 1796. lokatą i mianowany dowódcą plutonu. Brał udział w walkach na froncie serbskim i włoskim. Na stopień podporucznika rezerwy został mianowany ze starszeństwem z 1 lipca 1915. Od lipca 1916 uczestniczył w walkach na froncie rosyjskim. Następnie z powodu choroby był leczony w szpitalu. Od 30 czerwca 1917 był instruktorem w 20 pułku, ukończył kurs techniczny. 10 sierpnia 1917 został awansowany na porucznika rezerwy ze starszeństwem z 1 sierpnia 1917 i 1428. lokatą. Po raz drugi brał udział w walkach na froncie włoskim. Od 16 kwietnia do 23 maja 1918 ponownie przebywał w szpitalu, po czym był instruktorem w kompanii zapasowej 20 pułku w Tarnowie. W międzyczasie był członkiem konspiracyjnej organizacji „Wolność” (1917–1918, współpracował m.in. z Leopoldem Gebelem). Od 30 października 1918 był dowódcą 1 kompanii zapasowej 20 pułku piechoty. Współautor antyaustriackiego zamachu wojskowego z 30 na 31 października 1918 w Tarnowie.
Od 1 listopada 1918 w Wojsku Polskim. U schyłku wojny uczestniczył w przekształceniu 20 pułku piechoty w 1 pułk strzelców podhalańskich. W pułku stacjonującym w Nowym Sączu pełnił funkcję adiutanta. 19 lutego 1919 został formalnie przyjęty do Wojska Polskiego z dniem 1 listopada 1918, z byłej armii austro-węgierskiej, z zatwierdzeniem posiadanego stopnia porucznika ze starszeństwem od dnia 1 sierpnia 1917. Brał udział w wojnie polsko-bolszewickiej na stanowisku dowódcy kompanii. Walczył w szeregach I Brygady Górskiej, brał udział w wyprawie kijowskiej. Następnie walczył w rejonie Pińska, w obronie Brześcia. 19 sierpnia 1920 został zatwierdzony z dniem 1 kwietnia 1920 w stopniu kapitana, w piechocie, w grupie oficerów byłej armii austro-węgierskiej.
Po zakończeniu wojny w grudniu 1920 wraz z 1 pułkiem wrócił do Nowego Sącza. Odbył kurs przy dywizyjnym Centrum Szkolenia w Krakowie, po czym nadal służył w pułku na stanowisku adiutanta. 3 maja 1922 został zweryfikowany w stopniu majora ze starszeństwem z 1 czerwca 1919 i 445. lokatą w korpusie oficerów piechoty. 10 lipca tego roku został zatwierdzony na stanowisku dowódcy batalionu w 1 psp. W maju 1925 został zatwierdzony na stanowisku dowódcy II batalionu 1 psp. Od kwietnia 1926 pełnił w macierzystym pułku funkcję oficera Przysposobienia Wojskowego. W maju 1927 został przesunięty na stanowisko dowódcy III batalionu.
We wrześniu 1927 został przeniesiony do Korpusu Ochrony Pogranicza z równoczesnym przeniesieniem do kadry oficerów piechoty. Od 6 października 1927 do kwietnia 1931 był dowódcą batalionu KOP „Iwieniec”. 23 stycznia 1929 został mianowany podpułkownikiem ze starszeństwem z 1 stycznia 1929 i 8. lokatą w korpusie oficerów piechoty. Od kwietnia 1931 do maja 1932 był zastępcą dowódcy 82 pułku piechoty w Brześciu, po czym wystąpił o przeniesienie ze względu na klimat niesprzyjający zdrowiu jego dzieci. 20 maja 1932 został przeniesiony do 2 pułku strzelców podhalańskich w Sanoku na stanowisko zastępcy dowódcy pułku. W lipcu 1935 został przeniesiony do 3 pułku strzelców podhalańskich w Bielsku na stanowisko dowódcy pułku. Na stopień pułkownika został mianowany ze starszeństwem z 19 marca 1938 i 6. lokatą w korpusie oficerów piechoty. W maju 1938 został dowódcą Górnośląskiej Brygady Obrony Narodowej w Katowicach. Jednocześnie pełnił obowiązki komendanta Rejonu Przysposobienia Wojskowego i Wychowania Fizycznego 23 Dywizji Piechoty.
W obliczu zagrożenia konfliktem zbrojnym w sierpniu 1939 objął funkcję dowódcy piechoty dywizyjnej 55 Dywizji Piechoty. W czasie kampanii wrześniowej dowodził obroną odcinka Śmiłowice – Mikołów – Wyry na Górnym Śląsku, później w odwrocie (Kazimierza Wielka 7 września, Osiek 11 września) i od 12 września na Lubelszczyźnie aż po Tomaszów Lubelski 23 września. Uniknął niewoli i przedostał się na Węgry w październiku 1939. Tam był internowany w obozie Selyp od 25 października do 31 grudnia 1939. Zwolniony, został zastępcą dowódcy Przedstawicielstwa WP w Budapeszcie do 24 kwietnia 1940. W maju 1940 przedostał się do Francji, gdzie od 17 maja do 18 czerwca przebywał w obozach Carpiange i Val Andree. Po upadku Francji 18 czerwca 1940 został ewakuowany do Wielkiej Brytanii. Od 16 sierpnia 1940 przebywał w obozie w Crawford (Szkocja). Tam od października do listopada 1940 pełnił funkcje: zastępca dowódcy 5 Brygady Kadrowej Strzelców, od listopada 1940 do kwietnia 1941 komendant Szkoły Podchorążych Piechoty, od kwietnia do października 1941 komendant kursów unitarnych, od listopada 1941 II zastępca dowódcy brygady szkolnej.
W czerwcu 1942 został skierowany na Bliski Wschód. Tam od 14 lipca 1942 był dowódcą 4 Brygady Strzelców, a po jej przekształceniu, od marca do 22 września 1943 dowódcą 5 Wileńskiej Brygadą Piechoty. Następnie od września 1943 do 12 kwietnia 1944 był komendantem Centrum Wyszkolenia Armii. W maju 1944 objął dowodzenie 7 Dywizją Piechoty. Następnie z uwagi na zły stan zdrowia (choroba malaria, zapalenie stawów, artretyzm), od grudnia był dowódcą tylko formalnie, a w sierpniu 1945 złożył dowództwo. 25 września 1944 został mianowany generałem brygady. Od października 1945 pozostawał w stanie nieczynnym. Był leczony w szpitalu w Casamassima we Włoszech, następnie w 8 Polskim Szpitalu Wojskowym w Egipcie do 1948, po czym zwolniony jako inwalida.
Po zakończeniu II wojny światowej osiadł w Londynie. Działał w ruchu kombatanckim, pełnił funkcje w Oficerskim Sądzie Honorowym i był powoływany do sądów koleżeńskich. Ponownie był leczony w Polskim Szpitalu w Penley. Zmarł 16 sierpnia 1965 w Londynie. Został pochowany na londyńskim Cmentarzu Gunnersbury.
27 maja 1914 w Nowym Sączu ożenił się z Wiktorią Szkaradkówną (1899–1986), pochowana na cmentarzu św. Heleny w Nowym Sączu. Mieli czworo dzieci: córkę Marię (ur. 1921), łączniczkę Armii Krajowej oraz synów Mieczysława (1920–1939), absolwenta Korpusu Kadetów nr 1 we Lwowie, poległego w kampanii wrześniowej pod Radłowem, Kazimierza (ur. 1924) i Tadeusza (ur. 1929). Córka Maria Podgórska poświęciła ojcu książkę pt. Z Sącza rodem, Wspomnienia córki generała Józefa Gizy. Jego wnukiem jest Jerzy Giza.

## Ordery i odznaczenia
- Krzyż Srebrny Orderu Wojskowego Virtuti Militari nr 1888[27] – 17 maja 1921[28][a]
- Krzyż Kawalerski Orderu Odrodzenia Polski – 11 listopada 1937 „za zasługi w służbie wojskowej”[29][30]
- Krzyż Walecznych trzykrotnie[15]
- Złoty Krzyż Zasługi z Mieczami – październik 1945
- Złoty Krzyż Zasługi – 10 listopada 1928[31]
- Medal Niepodległości – 24 października 1931 „za pracę w dziele odzyskania niepodległości”[32]

austriackie
- Srebrny Medal Zasługi Wojskowej z mieczami na wstążce Krzyża Zasługi Wojskowej – 8 października 1916[33][34]
- Brązowy Medal Zasługi Wojskowej z mieczami na wstążce Krzyża Zasługi Wojskowej – 24 listopada 1915[3][34]
- Brązowy Medal Waleczności – 20 marca 1915[3][34]
- Krzyż Wojskowy Karola[34]
- Krzyż Pamiątkowy Mobilizacji 1912–1913[34]